# 納普卡環礁
納普卡環礁（Napuka），又称普卡罗阿环礁（Pukaroa），是南太平洋法屬波利尼西亞的環礁，屬於土阿莫土群島和失望群島，由同名市镇管辖，位於泰波托島東南15公里，由30個島嶼組成，長10.5公里、寬4公里，土地面積8平方公里，潟湖面積18平方公里，2022年人口255。

## 外部連結
- oceandots.com
- Atoll names （页面存档备份，存于）
- Origin of the name (in German) （页面存档备份，存于）
- United States Exploring Expedition （页面存档备份，存于）, - Charles Wilkes （页面存档备份，存于）
- Napuka airport
- Atoll list (in French) （页面存档备份，存于）